# Tarache aprica
Tarache aprica es una especie  de polilla de la familia Noctuidae. Se encuentra desde Ontario y Quebec a Florida,  Arizona, norte de Kansas e Iowa. Su hábitat se encuentra en jardines, campos y áreas abiertas.
Los adultos presentan dimorfismo sexual. El ala anterior del macho es basalmente blanco con dos parches negros a lo largo del costado, el parche distal con sombreado de color negruzco general más allá de la línea posterior, dejando una mancha blanca cerca del vértice. El ala anterior es, en la mayoría de las hembras, de color gris oscuro o negruzco, con excepción de dos manchas blancas a lo largo del costado, y algo de blanco en la base y el margen exterior. Tiene un pequeño punto negro orbicular rodeado de blanco, que suele ser prominente en ambos sexos. El ala posterior es de color blanquecino o gris pálido. Hay una sombra oscura de color marrón grisáceo a lo largo del margen externo en las hembras.
La envergadura es 15 a 29 mm. Los adultos vuelan de marzo a septiembre en el sur. Tienen una temporada más reducida en el norte.
Las larvas se alimentan de Alcea rosea.